# Rosse vanga
De rosse vanga (Schetba rufa) is een zangvogel uit de familie Vangidae (vanga's).

## Verspreiding en leefgebied
Deze soort is endemisch in Madagaskar en telt twee ondersoorten:
- S. r. rufa: noordelijk en oostelijk Madagaskar.
- S. r. occidentalis: westelijk Madagaskar.

## Status
De grootte van de populatie is niet gekwantificeerd maar de soort wordt omschreven als algemeen in bosgebieden. Op de Rode lijst van de IUCN heeft deze soort de status niet bedreigd.